# Emőd György
Emőd György (Budapest, 1955. április 23. – Budapest, 2013. július 10.) magyar színész, rendező, műfordító, műgyűjtő.

## Életpályája
Pályakezdőként, 1978-ban mesélte:

„Félig-meddig színészcsaládból származom. Anyám az Operettszínházban dolgozik. Apám ősei között is akad színész. A leghíresebb rokon Anday Piroska operaénekes, aki világkarriert futott be. A középiskola elvégzése után megfordult a fejemben, hogy rendezői szakra jelentkezem, de akkor még nem éreztem magam eléggé felkészültnek. A színészszakra másodszorra vettek fel. Egy évig a közgazdasági egyetemen voltam hallgató, de közben a Nemzeti stúdiójába is jártam. A főiskolán minden lehetőséget megragadtam, hogy rendezői ambíciómat kiélhessem. Hárman jelentkeztünk végzős színészek rendezőire. Kettőnket felvettek… A József Attila Színháznál voltam gyakorlatos, ahol Shakespeare Vízkeresztjében az egyik főszerepet, Orsinót játszhattam. Zsolnay Andrással játszottam a Negyedik forduló című tévéfilmben… Szívesen játszom, de a színház egésze foglalkoztat, amit a rendező képes igazán átfogni. Ebből következik, hogy a rendezés izgat, érdekel jobban…”

1978-ban végzett a Színház- és Filmművészeti Főiskolán, mint színművész Vámos László osztályában. 1982-ben ugyanitt, a főiskolán a színházrendező kiegészítő szakot is elvégezte Zsámbéki Gábor növendékeként. 1978-tól  a Veszprémi Petőfi Színházban színész. 1982–1986 között a győri Kisfaludy Színház társulatában rendező. 1986-tól Budapesten a Thália Színház, majd az Arizona Színház művésze. Dalszövegeket is írt, fordított és átdolgozott színdarabokat. A bűnbak című dráma társszerzője (1987). 1993-tól szabadfoglalkozású művész volt. Műgyűjtéssel is foglalkozott.
Gondolatok visszaemlékezéseiből:

„Elhatároztam rendezői pályám elején, hogy soha nem nyúlok olyan műhöz, melynek nem értem az összefüggéseit. Nem magasztos célokért, önvédelemből. Amit nem értek, hogyan adjam át a színésznek, és a színész hogyan közvetítse a közönségnek? A fiókom számára kiigazítottam Hamletet, mikor tanárom, Vámos László bíztatására megtanultam a címszerepet. Elkezdtem a Lear királyt fordítani, és részleteket csináltam a Cymbelinből. Hegedüs Géza írótól drámatörténetet és verstant tanultam a főiskolán. Az inspirációjára elkészítettem a Macbeth teljes fordítását, sajnos skaláris jambusban, ami az előadhatóság kedvéért további átdolgozásra szorul. Lefordítottam négy korai O’Neill egyfelvonásost és Feydeau „Az úri szabó” című darabját is.” Más címen: „A női szabó”.”

## Fontosabb színházi szerepei
- William Shakespeare: Vízkereszt vagy amit akartok.... Orsino, Illyria hercege
- William Shakespeare: Macbeth.... Ross
- William Shakespeare: A makrancos hölgy.... Hortensio, Bianca kérője
- Fjodor Mihajlovics Dosztojevszkij: A Karamazov testvérek.... Elnök; Lengyel tiszt
- Nyikolaj Vasziljevics Gogol: Háztűznéző.... Sztratikov, vásárcsarnoki kereskedő
- Makszim Gorkij: Éjjeli menedékhely.... Báró
- Dóczy Lajos: Csók.... Adolar, a király bátyja
- Bertolt Brecht: Koldusopera.... Szomorúfűz Walter
- Csiky Gergely: Buborékok.... Tamás, Marosán fia
- Jókai Mór: Thespis kordéja.... Makkos Menyhért
- Tennessee Williams: Múlt nyáron, hirtelen.... Dr. Cukrovicz
- Illés Endre – Vas István: Trisztán.... Arundel, Marke bárója
- Peter Shaffer: Ki után megy a nő?.... Ted
- Vámos Miklós: Ide meg csak reggel süt egy darabig.... Fiú
- Pelle János: Casanova.... Gróf Szapáry Pál
- Németh László: Harc a jólét ellen.... Mr. Braun
- Pusztaszeri László – Emőd György: A bűnbak.... Görgey Arthur
- Molière: Versailles-i rögtönzés (előjáték) - Gömböc úr.... Egy patikus
- Arisztophanész: Gazdagság.... Szükofanta, spicli, besúgó; Karvezető
- Szophoklész: Antigoné.... Karvezető; Kórus
- Siposhegyi Péter: Csak egy tánc volt.... Feri
- Ludvig Holberg: A politikus csizmadia.... Angol
- Arne Skouen: Balerina.... Erik (Reflektor Színpad)
- Juliusz Słowacki: Mazepa.... Zbigniew, a Vajda első házasságából származó fia
- Metta V. Victor: Egy komisz kölök naplója.... Schmidt úr
- Karol Wojtyla: Az aranyműves boltja.... szereplő
- Sütő András: Egy lócsiszár virágvasárnapja.... Hinz
- Robert Bolt: Éljen a királynő!.... Lindsey
- Lázár Ervin: A hétfejű tündér.... Dr. Zirzurr

## Filmes és televíziós szerepei
- Sir John Falstaff (1977)
- Érettségi bankett után (1978)
- Lear király (1978)
- Negyedik forduló (1978) – István
- Királyi vadászat (1981; magyar színházi felvétel)
- Az elitélt (1982)
- Waterlooi csata (1982)
- Liszt Ferenc – 13. rész: Álmok - És ahogy megvalósulnak (tv-sorozat) (1982) – Andrássy miniszterelnök
- Faustus doktor boldogságos pokoljárása (1982)
- Mint oldott kéve (tv-sorozat) London-Ausztrália-Párizs 1853-1855 című rész (1983) Magyarország-Bécs-Colmar-Párizs 1849-1951 (1983) – Victor
- A cantervillei kísértet (1987; Zenés TV színház) – Lord III.
- Music Box (1989) – Andras Nagy (1999-es szinkron)
- Szomszédok 118-119. (tv-sorozat) (1991) – Lumbering Contractor
- Mrs. 'Arris Goes to Paris (1992)
- Zimmer Feri (1998)

## Szinkronszerepei
| Év   | Cím                                                        | Szereplő              | Színész         | Szinkron év |
| ---- | ---------------------------------------------------------- | --------------------- | --------------- | ----------- |
| 1971 | Egy válás meglepetései (2. szinkron)                       | N/A                   | N/A             | 1995        |
| 1973 | Boldog új évet! (1. szinkron)                              | N/A                   | N/A             | 1986        |
| 1974 | Thriller – III/6. rész: A következő sikítás (1. szinkron)  | N/A                   | N/A             | 1986        |
| 1978 | Félelem                                                    | Klaus                 | Matthias Habich | 1988        |
| 1978 | Hazatérés (1. szinkron)                                    | N/A                   | N/A             | 1980        |
| 1980 | Az utolsó dal                                              | N/A                   | N/A             | 1986        |
| 1983 | Lucky Luke – Szökésben a Daltonok (rajzfilm) (1. szinkron) | William Dalton (hang) | Jacques Balutin | 1992        |
| 1985 | Pici, az elveszett legenda titka                           | Kenge Obe             | Hugh Quarshie   | 1992        |

## Rendezései
- William Shakespeare: Szentivánéji álom
- Molière: Kényszerházasság
- Barta Lajos: Szerelem
- Georges Feydeau: A női szabó
- Georges Feydeau: Megáll az ész!
- Friedrich Schiller: Stuart Mária
- Friedrich Dürrenmatt: Az öreg hölgy látogatása
- Pusztaszeri László - Emőd György: A bűnbak
- Mary Chase: Barátom, Harvey
- Shelagh Delaney: Egy csepp méz
- Miroslav Krleľa: Glembay-vér
- Tamás István: A pápa és a császár
- Pierre Barillet - Jean-Pierre Grédy: Big Love
- Hárs László - Gelecsényi Sára: Az égből pottyant nagyapa
- Lázár Ervin: A hétfejű tündér
- Szántó Péter: Ágyrajárók

## Fordításai
- Georges Feydeau: A női szabó
- William Shakespeare: Szentivánéji álom